# Схема антизбігу
Схе́ма антизбі́гу  — радіотехнічна схема, на виході якої з'являється електричний імпульс тільки в тому разі, якщо подані на вхід сигнали не збігаються у часі. Електричні сигнали на вхід подаються різними каналами, а знімаються з одного. За принципами побудови схема антизбігу тотожна зі схемою збігу. Вона будується на базі вакуумних електронних або напівпровідникових приладів. Схема антизбігу з напівпровідникових приладів має менший роздільний час, який може досягати 10−10 с. (Роздільним часом схеми антизбігу називають найменший час між двома послідовними імпульсами, поданими на різні входи, коли ці імпульси ще реєструються).

## Застосування
За допомогою схем антизбігу вирішуються питання, пов'язані з перебігом короткочасних ядерних процесів.